# Alphonse Nafack
Alphonse Nafack est un banquier camerounais et ancien dirigeant à la banque Afriland First Bank.

## Biographie

### Carrière
Il commence comme contrôleur des engagements et devient directeur général de la banque en 2012. En 2015, il en est l'administrateur directeur général. Il remplace Alamine Ousmane Mey,. Alphonse Nafack est directeur de l'Afriland First Bank pendant 10 ans avant de quitter ses fonctions comme l'exigent les règlements de la COBAC,. Il est remplacé par Célestin Nguela Simo. Il reste actionnaire et copropriétaire de la banque. Il est directeur de l'Apeecam,.
Il est par ailleurs promoteur d'un établissement scolaire.

### Distinctions
- Best manager pour l'Afrique Centrale à la Financial Awards Afric[11],[12].